# IV Batallón de Fortaleza de la Luftwaffe
El IV Batallón de Fortaleza de la Luftwaffe (IV. Luftwaffen-Festungs-Bataillon) fue una unidad de la Luftwaffe durante la Segunda Guerra Mundial.

## Historia
Fue formado en septiembre de 1944 a partir del 1204.º Batallón de Campaña de la Luftwaffe, con 3 compañías, fue transferido al XV Ejército en Arnhem. Para la formación se recurrió a personal de la 10.ª Escuela de pilotos en Warnemünde, 41.ª Escuela de pilotos en Fráncfort del Óder, 43.ª Escuela de pilotos en Crailsheim y 52.ª Escuela de pilotos en Danzig. El 19 de septiembre de 1944 el batallón llegó al área de Herogen. El 20 de octubre de 1944, el batallón se trasladó a Schmidtheim. Mediante resolución del 28 de octubre de 1944 (OKL / Gen. Genst. Qu. 2. Abt. Nr. 13706/44 g. Kdos) el batallón fue disuelto y se dividió entre el 347.º Batallón de Fusileros y el 860.º Regimiento de Granaderos. Debió haber sido asumido por la 526.ª Division en Walküre, pero fue transferido a Saarpfalz, y el 31 de octubre de 1944 fue absorbido por la 347.ª División de Infantería.
| Unidad       | Correo Postal |
| Plana Mayor  | 62376 A       |
| 1.ª Compañía | 62376 B       |
| 2.ª Compañía | 62376 C       |
| 3.ª Compañía | 62376 D       |